# Affrètement (aéronautique)
Pour les articles homonymes, voir Affrètement.

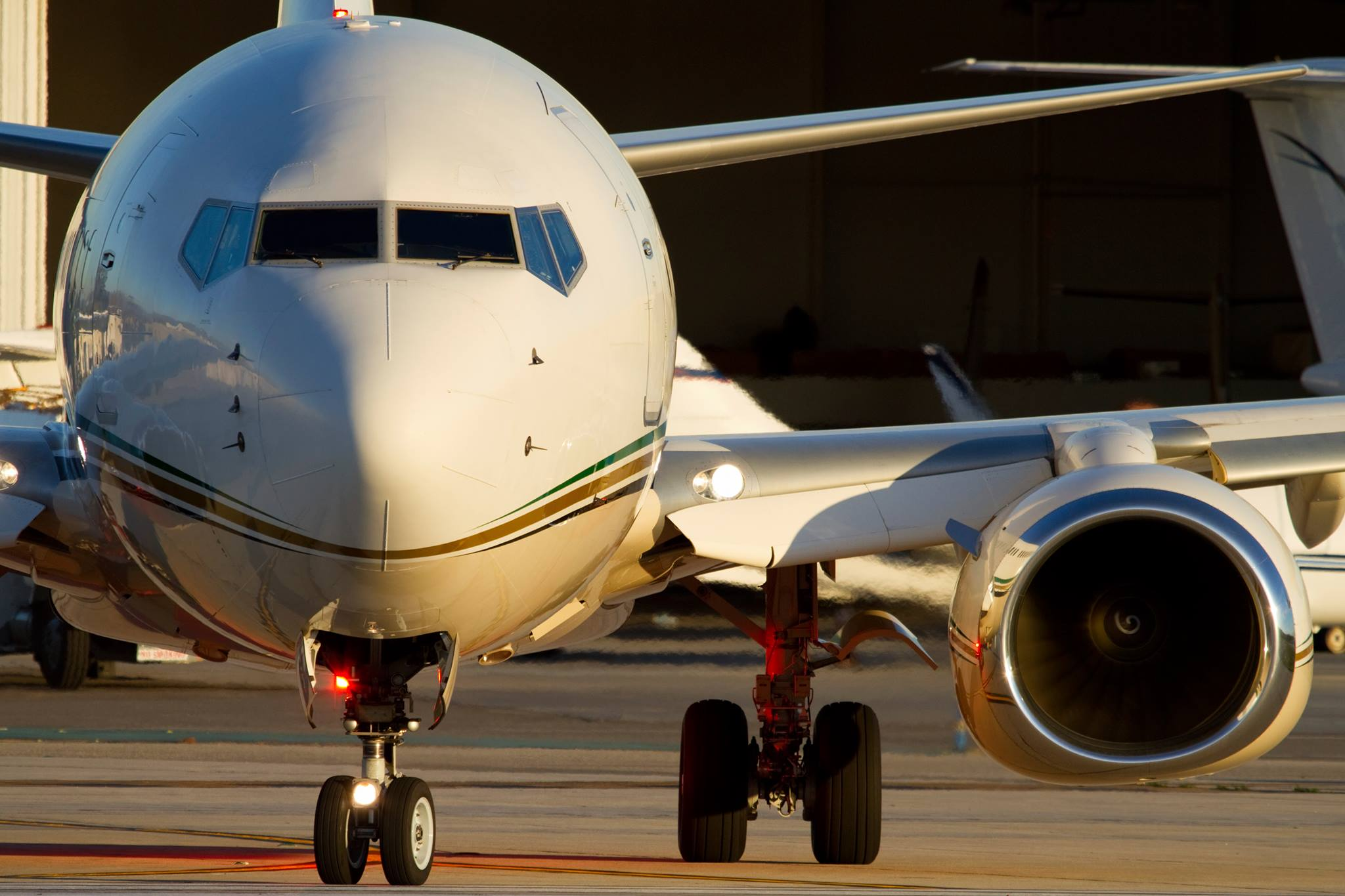
Avion de ligne.

Le terme affrètement, dans le transport aérien, s'applique à la réalisation d'un vol charter (chartering) ou à un contrat de location par compagnies aériennes (leasing), auprès d'un autre opérateur aérien (wet lease) ou un loueur d'avions (dry lease).
Les compagnies louent des appareils à d'autres compagnies ou à des sociétés de crédit-bail pour deux raisons principales : utiliser l'avion sans le fardeau financier de leur achat, ou permettre une augmentation temporaire de leur capacité. L'industrie opère deux types de location, dont les noms sont empruntés à l'anglais : le wet lease, en français location avec équipage, qui est en général utilisée pour les locations à court terme, et le dry lease, en français location sans équipage, que l'on rencontre pour celles à long terme. Les compagnies peuvent établir des contrats combinant le wet lease et le dry lease. Par exemple, un appareil peut être en wet lease pour mettre en place de nouveaux services, puis, à partir du moment où le personnel navigant ou de cabine est formé, le contrat de location est mué en dry lease.
Au niveau mondial, 50 % des bailleurs sont basés en Irlande et, en 2015, l'ensemble des contrats de dry lease représentait un montant de 120 milliards de $.

## Wet lease, ou location avion avec équipage
Ce bail est un contrat de location en vertu duquel une compagnie aérienne (le bailleur) fournit un aéronef, avec équipage complet, l'entretien et l'assurance (ACMI, aircraft, complete crew, maintenance, and insurance) à une autre compagnie aérienne ou de l'autre type d'entreprise agissant en tant que courtier du voyage aérien (le locataire). Le locataire fournit le carburant et couvre les frais d'accès aux aéroports, et tous autres droits, taxes, etc. Le numéro de vol utilisé est celui du locataire. Ce type de bail dure généralement de un jour à plusieurs mois. Ces contrats sont généralement utilisés sur un besoin ponctuel (panne d'un appareil, mouvement social perturbant l'exploitation), pendant les pics saisonniers de trafic, les pèlerinages ou lors de visites de maintenances annuelles des appareils, ou encore à l'occasion du lancement de nouvelles lignes. Un aéronef peut être loué pour être utilisé par la compagnie locataire dans les pays où elle est interdite,. Les wet leases sont facturés à l'heure de vol.
Les wet lease sont parfois utilisés pour des raisons politiques. Par exemple, EgyptAir, entreprise d'État égyptienne, ne peut pas voler en Israël sous son propre nom, selon une décision du gouvernement. Par conséquent, EgyptAir établit des wet lease avec Air Sinaï (en) pour exploiter les vols à partir du Caire vers Tel Aviv, afin de contourner les effets de la décision politique. Une compagnie sur la liste noire européenne peut également affréter une compagnie autorisée en Europe pour y effectuer des vols, puisque l'inscription sur la liste noire est réalisée sur la base de critères techniques d'exploitation, qui ne sont plus applicables à la compagnie affrétée, dont l'exploitation est autonome.
Dans le cas du wet lease, l'aéronef est exploité sous la responsabilité et le certificat de transporteur aérien (AOC) du bailleur.
Les compagnies aériennes font souvent appel à des intermédiaires (affréteurs, courtiers, brokers), pour organiser ces contrats de wet lease.
Les compagnies peuvent également collaborer en instituant des partages de code ou franchises. Dans ces cas également, le vol sera assuré par une compagnie aérienne différente de celle qui porte le numéro de vol.

## Damp lease
Le damp lease (parfois appelé moist lease) est une forme de wet lease partiel. Le bailleur fournit l'avion, l'équipage de conduite et les prestations d'entretien, mais le personnel de cabine est directement celui de la compagnie cliente.

## Dry lease, ou location avion sans équipage
Un dry lease (de l'anglais dry, sec) est un contrat de location en vertu duquel une société financière aéronautique (bailleur), tels que GECAS ou AerCap, fournit un aéronef sans équipage, ni personnel au sol, etc.. Ce type de location est généralement utilisé par les sociétés de crédit-bail et les banques, obligeant le locataire à mettre l'avion sur son propre Certificat de Transport Aérien (AOC) et gérer l'immatriculation de l'aéronef. Un dry lease dure le plus souvent de deux à cinq ans et comporte certaines conditions à l'égard de l'entretien périodique de l'appareil et le maintien de sa navigabilité, les conditions minimales d'assurance. Il peut également contenir des dispositions spécifiques en fonction de la localisation géographique, de la situation politique, etc.
Dans le cas du dry lease, l'aéronef est exploité sous la responsabilité et le Certificat de Transport Aérien de la compagnie aérienne cliente.

## Affrètement d'un vol charter
Les affrètements :
- Les vols charter à vocation touristique : réalisés par des voyagistes, ils permettent de monter des forfaits (packages) incluant le transport et l'hébergement des touristes [12];
- Les affrètements de jets privés : le client (agence ou personne) réserve un jet pour un déplacement privé ou professionnel ; la compagnie lui met à disposition après signature d'un contrat d'affrètement, un appareil avec équipage et les prestations d'un vol [13];
- Les affrètements d'avion de ligne : les agences de voyages ou sociétés réservent un avion de ligne pour un vol spécial avec les prestations aériennes ;
- Les affrètements de vol cargo : c'est la mise à disposition d'un appareil pour un vol cargo, toujours avec un contrat d'affrètement et certaines conditions concernant le transport, le chargement et le déchargement.

Les États peuvent également affréter des avions de ligne pour le transport de passagers ou de fret pour couvrir une partie de leurs besoins civils ou militaires, en complément de leur propre flotte,.
Pour bien réussir un affrètement aérien (jet privé, avion de ligne ou cargo), il est essentiel de répertorier les éléments suivants :
- l'appareil doit être adapté en autonomie, capacité pour la mission confiée ;
- la compagnie doit disposer de tous les documents lui permettant d'exploiter : certificat de transport aérien, assurances, certificat de navigabilité ;
- le contrat d'affrètement doit être signé entre les deux parties et doit comporter le type d'appareil, le nombre de sièges autorisés, l'emport bagages ainsi que les différentes règles de navigation aérienne, les conditions de transport (conditions générales).

Les clients font le plus souvent appel à un affréteur (courtier aérien) pour ce type de vol (broker en anglais) qui maîtrise les aspects techniques et commerciaux des affrètements. Généralement, un courtier propose plusieurs solutions à son client en lui indiquant le type d'appareil, la version en nombre de sièges, les heures possibles de décollage et d'arrivée, le temps de vol ainsi que les prestations incluses ou non dans le devis.